# Gutrida
Gutrida is een geslacht van wantsen uit de familie van de Miridae (Blindwantsen). Het geslacht werd voor het eerst wetenschappelijk beschreven door George Willis Kirkaldy in 1902.

## Soorten
Het genus bevat de volgende soorten:

- Gutrida argos Linnavuori, 1974
- Gutrida flaviventris (Poppius, 1910)
- Gutrida gabonia Kirkaldy, 1902
- Gutrida lineella (Poppius, 1912)
- Gutrida mocquerysi (Poppius, 1912)
- Gutrida neavei (Poppius, 1914)
- Gutrida troilos Linnavuori, 1974